# 上田霊城
上田 霊城（うえだ れいじょう、1928年〈昭和3年〉2月2日 - 2020年〈令和2年〉10月8日）は、日本の真言宗僧侶。真言宗御室派大僧正。
平成4年度第30回密教学芸賞受賞。

## 略歴
- 昭和3年、和歌山市生まれ
- 昭和13年、紀三井寺にて佐竹信光師に従い得度
- 昭和23年、高野山大学予科卒業
- 昭和26年、高野山大学仏教学科卒業
- 昭和26年、河内長野市大師寺住職就任
- 昭和28年、同市延命寺住職就任
- 平成3年以降、後七日御修法に参加
- 令和2年、遷化　世寿93歳（法臘82）

### 受賞歴
- 平成4年、密教学芸賞

## 著作リスト
- 『真言密教事相概説』四度部、諸尊法・灌頂部上下
- 『三宝院流憲深方洞泉相承伝授録』上下
- 『秘蔵記講要』
- 『理趣経講録』。                                                  諸尊法 新安流 上田霊城 20巻

### 編書
- 『浄厳和尚伝記史料集』
- 『浄厳大和尚行状記』

### 論文
- CiNii>上田霊城
- INBUDS>上田霊城